# 紫纹山姜
紫纹山姜（学名：Alpinia dolichocephala）为姜科山姜属下的一个种。

## 扩展阅读
- 維基物種上的相關：紫纹山姜